# Herbera
Herbera és una caseria d'hàbitat dispers del municipi de Montanui, a la Ribagorça, situat a 1.180 m d'altitud, dins de l'antic terme de Benifonts, a l'esquerra de la Valira de Castanesa.